# Pedostrangalia raggii
Pedostrangalia raggii är en skalbaggsart som beskrevs av Gianfranco Sama 1992. Pedostrangalia raggii ingår i släktet Pedostrangalia och familjen långhorningar. Inga underarter finns listade i Catalogue of Life.